# Зерно гніву
«Зерно́ гні́ву» (порт. Seara de Vento, досл. «Зерно вітру, бурі») — роман (за формою повість) португальського письменника ХХ століття Мануела да Фонсеки, опублікований у 1958 році; вважається одним з найсильніших літературних творів португальського неореалізму.
Написаний на основі трагічної події, що сталась у Кантіньо-да-Рібейра (Cantinho da Ribeira), селищі в приході Тріндаде, в Бежі, в 1930-х роках. Зокрема, сюжетною основою є те, що селянина звинуватили у крадіжці зерна у землевласника.

## Сюжет
Ця книга розповідає про життя родини Палми (Palma) — просту, традиційну португальську родину долини Алентежу, яка живе в маленькому селищі, де панує влада олігархії (силовиків і багатіїв), яка жахливо тисне на селян, ламає і калічить людські долі, навіть забираючи життя. 
Несправедливо звинувачений у крадіжці селянин-голова сімейства стає безробітним. Селянин вирішує зайнятись контрабандою, пропри протести дочки. Жінка, обманута поліцейським на допиті, звинувачує свого чоловіка, і згодом накладає на себе руки. Селянин, розстрілявши фермера-кривдника та його сина, укривається вдома, де його вбиває поліція. 

## Персонажі
- Палма (Palma) - перебуває в конфлікті між потребою чинити контрабанду та бажанням заробити хліб свій насущний;
- Аманда (Amanda) - стара, мати Жулії, лишається в полоні постфеодальних настроїв;
- Жулія (Júlia) - дружина Палми, має релігійне сумління, що змушує її пасивно змиритися й вірити в «долю», яку дав їй Бог;
- Маріана (Mariana) - налаштована серйозно і рішуче, відкрита до засвоєння нових ідей;
- Еліаш Собрал (Elias Sobral) - фермер, противник Палми;
- Сержант Гіл (Gil)
- Бенту (Bento) - менший син, фізично і розумово відсталий;
- Жоакім де Валмураду (Joaquim de Valmurado) - старий, який покінчив життя самогубством.

## Історія та переклади
Роман, що вважається одним з найсильніших літературних творів португальського неореалізму, вийшов друком у 1958 році. Відразу ж був заборонений салазарівською цензурою.
Німецький переклад був здійснений португальською письменницею родом з Німеччини Ілзе Лоза і вийшов друком а НДР у 1967 році.
Український переклад повісті здійснив Михайло Іванович Литвинець і він ввійшов у книгу творів М. да Фонсеки «Ангел на трапеції. Новели.» (1977, видання з серії «Зарубіжна новела» книга 26).

## Джерело
- Литвинець М. І. Вступне слово // Фонсека, Мануел да Ангел на трапеції. Новели. К.: «Дніпро», 1977, 239 с. (серія: «Зарубіжна новела» книга 26). — С. 11-13